# 1219
سنة 1219 كانت سنة بسيطة تبدأ يوم الثلاثاء (الرابط يظهر نموذج التقويم الكامل للسنة) من التقويم اليولياني.

## أحداث
- 1 فبراير: تأسيس مدينة فيانا وتقع حاليا في إسبانيا.
- 5 نوفمبر: نهاية حصار دمياط والذي بدأ في مايو 1218.
- بداية الغزو المغولي لخوارزم في 1219 والتي انتهت في 1221.
- الحملة الصليبية الخامسة على الشرق، (احتلال دمياط، مصر: 616 هـ)

## مواليد
- أبو العباس المرسي.
- سراج الدين الوراق.
- كريستوفر الأول ملك الدنمارك.
- عباس بن منصور السكسكي.

## وفيات
- أبو البقاء العكبري.